# McVille
McVille è un centro abitato (city) degli Stati Uniti d'America, situato nella Contea di Nelson nello Stato del Dakota del Nord. Nel censimento del 2000 la popolazione era di 470 abitanti. La città è stata fondata nel 1906.

## Geografia fisica
Secondo i rilevamenti dell'United States Census Bureau, la località di McVille si estende su una superficie di 3,90 km², dei quali 3,70 km² sono occupati da terre, mentre 0,20 km² dalle acque.

## Popolazione
Secondo il censimento del 2000, a McVille vivevano 470 persone, ed erano presenti 106 gruppi familiari. La densità di popolazione era di 126 ab./km². Nel territorio comunale si trovavano 266 unità edificate. Per quanto riguarda la composizione etnica degli abitanti, il 100% era bianco.
Per quanto riguarda la suddivisione della popolazione in fasce d'età, il 18,9% era al di sotto dei 18, il 3,4% fra i 18 e i 24, il 16,4% fra i 25 e i 44, il 24,0% fra i 45 e i 64, mentre infine il 37,2% era al di sopra dei 65 anni di età. L'età media della popolazione era di 52 anni. Per ogni 100 donne residenti vivevano 83,6 maschi.